# Abid
Abid (ili Abidos) moderno je ime za drevni egipatski grad. Drevni Egipćani zvali su ga Abdžu - "brdo simbola relikvije". Ovdje je kraljevska nekropola Umm el-Qa'ab. Danas je grad najpoznatiji po hramu Setija I.
Grčki geografi nazvali su drevni Abdžu Άβυδος, Abydos, jer su uvidjeli sličnost imena s imenom grada Abydosa na Helespontu.
Faraoni 1. dinastije pokopani su u Abidu, uključujući Narmera - onog koji je ujedinio Egipat. U Abidu je poštovan mračni bog Kenti-Amentiu, čije se ime javlja na stelama Dena i Kaaa. Pepi I. sagradio je kapelu koja je postala veliki hram boga Ozirisa. Abid je postao središte kulta Ozirisa i njegove sestre-žene Izide.
Veliki je hram sagradio Tutmozis III. Grob faraona Džera smatrao se grobnicom Ozirisovom. Zato su mnogi išli na hodočašća u Abid. Bogataši su ponosno objavljivali da su posjetili Abid, sveto mjesto povezano s Ozirisovim pogrebom.
U hramu Setija postoje neobični hijeroglifi za koje neki smatraju da imaju veze s izvanzemaljcima, jer navodno prikazuju helikopter, podmornicu, NLO.
Između otprilike 1650. i 1630. godine pr. n. e. u Abidu je vladala posebna dinastija faraona, suvremenik XV. i XVI. dinastije. Dala je četiri vladara: Wepwawetemsafa, Pantjenya, Snaaiba i Senebkaya. Postojanje abidske dinastije definitivno je potvrđeno otkrićem Senebkayove grobnice 15. siječnja 2014. godine.